# Срђан Ристић
Срђан Ристић (Београд, 4. априла 1968) је туристички и стручни водич, гостујући предавач и аутор.
Аутор је више предавања о некадашњој Југославији и Србији данас, која од 2009. године презентује гостима на речним крузерима, академским и другим аудиторијумима.
Више од 30 година проучава комплексни феномен бивше Југославије. Своје обимно истраживање је презентовао у књизи „Југославија – утопија или инспирација?”, публикованој у лето 2022. године.
Ангажован од стране државних институција, радио је у својству стручног водича са великим бројем гостију од посебног значаја, укључујући државнике, државне, привредне и научне делегације, познате личности из света филма, музике и бизниса, као и са бројним представницима писаних и електронских медија.
Оснивач је и власник „Explore Belgrade!”, компаније за туристичко вођење у рецептивном туризму.

## Биографија
Родио се у породици коју карактерише разнолико етничко, верско и културно наслеђе. По сопственом уверењу, управо је тај диверзитет утицао на потребу за трајним посматрањем и анализирањем сложених историјских, политичких и социолошких појава, процеса и догађаја карактеристичних за немирни Балкан и простор некадашње Југославије. Након одслужења војног рока започео је студије теоретске физике на ПМФ у Београду, а затим се окреће образовању у области информационих технологија. Паралелно са информатичким образовањем, завршава обуку за лиценцираног туристичког водича при Вишој туристичкој школи у Београду школске 1993/1994. године.
Каријеру у туристичкој индустрији започео је након демократских промена и отварања Србије према свету 2002. године. Радећи као туристички водич за неколико највећих српских организатора путовања одлазио је на бројна, углавном интерконтинентална путовања. Тај део његове каријере достигао је врхунац одласком на Пут око света (2010) који је трајао 31 дан и укључио земље на 4 континента. До сада је посетио око 50 земаља света.
Аутор је презентација на српском и енглеском језику о културно-историјском наслеђу Балкана, некадашње Југославије и Србије. Од 2009. године као предавач гостује на речним крузерима који током крстарења Дунавом пристају у Београду. Два најпознатија предавања су му „Serbia Explained: A Country at the Crossroads of the Worlds“ и „East Meets West – Our Oriental Heritage“. До сада је његове презентације имало прилику да чује између 60.000 и 80.000 страних посетилаца Београда и Србије, углавном из САД, Канаде, Уједињеног Краљевства и Аустралије.
У лето 2022. године објавио је књигу под насловом „Југославија - Утопија или инспирација?” која представља свеобухватну и мултидисциплинарну анализу идеје, реализације и сумрака Југославије кроз геополитичке, социокултуролошке, религијске и друге значајне аспекте. Књига је имала запажену промоцију у Задужбини Илије М. Коларца у Београду, 1. децембра 2022. године. Kњига на енглеском језику је изашла у фебруару 2024. године и доступна је локално у Србији као и у целом свету преко Амазона.
Као члан управног одбора Удружења туристичких водича Србије (УТВС) у више мандата, ангажовао се на унапређењу законске регулативе која дефинише статус туристичког водича, као и на образовању и стручном усавршавању чланова.
Током 1998. године био је део групе људи која је обновила рад организације МЕНСА у СР Југославији и Србији. Обављао је функције Председника Менсе Србије и Председника Менсе Југославије (2003).